# Bibliothèque bolivarienne de Mérida
La bibliothèque bolivarienne (nom officiel en espagnol : Biblioteca Bolivariana de Mérida) est un bâtiment multifonctionnel situé à Mérida au Venezuela.

## Historique
La bibliothèque fut inaugurée à l'occasion du bicentenaire de la naissance du "Libertador" Simón Bolívar en 1983. À l'étage inférieur il reçoit différentes œuvres relatives à Bolívar et reliques relatives différentes à la période coloniale et des Premiers Ans de l'indépendance. Le bâtiment a été construit pendant le gouvernement du président ancien Luis Herrera Campins.
Le bâtiment occupe le site de celle-là qui fut l' Escuela Picón.

## Architecture
C'est un bâtiment contemporain elle lequel structure est allégée et vitrail à base de colonnes et commodes de ciment. C'est un bâtiment sur deux niveaux et il est divisé pour salons.
La porte d'entrée est une répétition de la porte de l'Immeuble de l'inquisition de Cartagène, ville pour laquelle entra dans l'histoire en 1813. En entrant dans le siège nous trouvons la salle la "Colombie", destinée aux expositions. Dans ce salon, il se trouve une arche, donnée par le gouvernement de Trujillo et ornée par cinq condors animal emblématique des páramos qui représentent les cinq pics de la Sierra Nevada de Mérida, au centre, il se trouve le bouclier de la ville. Dans ce coffre ils se conservent les procès-verbal de l'indépendance de Mérida daté:  26 septembre 1811 et un tableau de Bolívar jeune peints par Iván Belski en 1983.

## Collections
Dans le couloir du Pérou, à l'étage premier, il se trouve l'allégorie du portrait de Bolívar peinte à Lima en 1825 d'Octavio Acuña Solano. Ils ornent le mur une tapisserie péruvienne donnée par le président Fernando Belaunde Terry et un portrait à l'huile de José de San Martín, libérateur du Pérou peint par le merideño Annerys Fernández;  il se montre sur la rue une répétition du Balcon de Lima de l'Immeuble de Tour Tagle. À la droite de ce couloir nous trouvons la salle le "Équateur", où ils se déroulent expositions et conférences.
Il se trouve la Galerie du "Haïti" plus en avant, un couloir décoré avec des tableaux du peintre Annerys Fernández que Luis Brión et le président Pettión représentent, amis du Libertador. De ce couloir il se voit le salon "Panamá", endroit de réunions de la Société Bolivariana et autres organismes gouvernementaux. Nous nous trouvons avec une œuvre du peintre Iván Belski de nouveau, il s'agit d'un murale qu'il représente "le Congrès de Panamá." Retire de l'internationaliste en outre Pedro Gual, et d'Andrés Bello, copies du peintre Alirio Rodríguez.
Vous peut observer un secrétaire aussi du XIXe siècle, donné par les frères Picón Picón et qu'il appartint à Antonio Ignacio Rodríguez Picón. Dans le dernier je nivelle, il serpente le couloir de Caracas, où ils peuvent apprécier trois portraits de Bolívar peints en 1996 de Néstor Melani Orozco. Nous trouvons "Boulevard César Rengifo" en outre, un tableau de technique mixte, de l'auteur Edgar Marquina, de 2005.
La salle la "Bolivie" est la plus ample de la bibliothèque, entourée par jardins, il reçoit les drapeaux nationaux différents porté depuis premier du général Francisco de Miranda jusqu'à l'actuel. Le buste premier de Bolívar reste ici aussi exposé au public (1842), il s'agit d'une terre cuite de modelage archaïque élaborée par un gendre de Champ Elías, Pedro Celestino. Ils se trouvent tableaux du général Francisco en outre de Miranda et un autre d'Antonio José de Sucre, peintures dans l'an 1895 de Rafael Pino, un autre de Simón Bolívar du peintre Luis Vergara Ahumada.
Dans l'entrée de la Bibliothèque, deux bustes, un de Simón Bolívar, et Andrés Bello se trouvent vidé en barbotina de l'auteur L. González C.. Dans la même étagère, il se trouve une répétition en miniature de l'arc de triomphe de la Bataille de Carabobo, en bronze, donnée par l'armée vénézuélienne.
Dans la Bibliothèque ils sont exposés autres tableaux de valeur historique:  un portrait de Hipólita (la nourrice de couleur du Libérateur), un tableau de Simón Rodríguez, maître et précepteur de Bolívar et un autre de Prospère Reverand du peintre merideño Francisco Lacruz. Dans la bibliothèque il y a collections différentes de livres corrélationnels avec l'histoire du Venezuela, Simón Bolívar et personnages éminents de l'indépendance. Entre ceux-ci les Mémoires du Général O'Leary, la Collection Andrés Bello, les dictionnaires de la Fondation Polar, les écrits de Bolivar et œuvres publiées sur le Libérateur Bolivar. La bibliothèque est ordonnée selon la classification décimale de Dewey et elle est spécialisée dans l'histoire du Venezuela simplement.